# Rhodocollybia butyracea
Collybie beurrée, Collybie savonneuse
Espèce
La Collybie savonneuse, ou Collybie beurrée (Collybia puis Rhodocollybia butyracea), est une espèce de champignons basidiomycètes. Naguère membre de la famille des Tricholomatacées, cette espèce est maintenant classée dans la famille des Marasmiacées.

## Basionyme et Étymologie
Le mycologue français Pierre Bulliard décrit l'espèce sous le nom d'Agaricus butyraceus en 1798, sanctionnée par Elias Magnus Fries.
Les épithètes « beurrée » et « savonneuse »  font référence à la sensation de « toucher gras », notamment au centre (mamelon) du chapeau, qui évoque le beurre ou le savon.

## Description

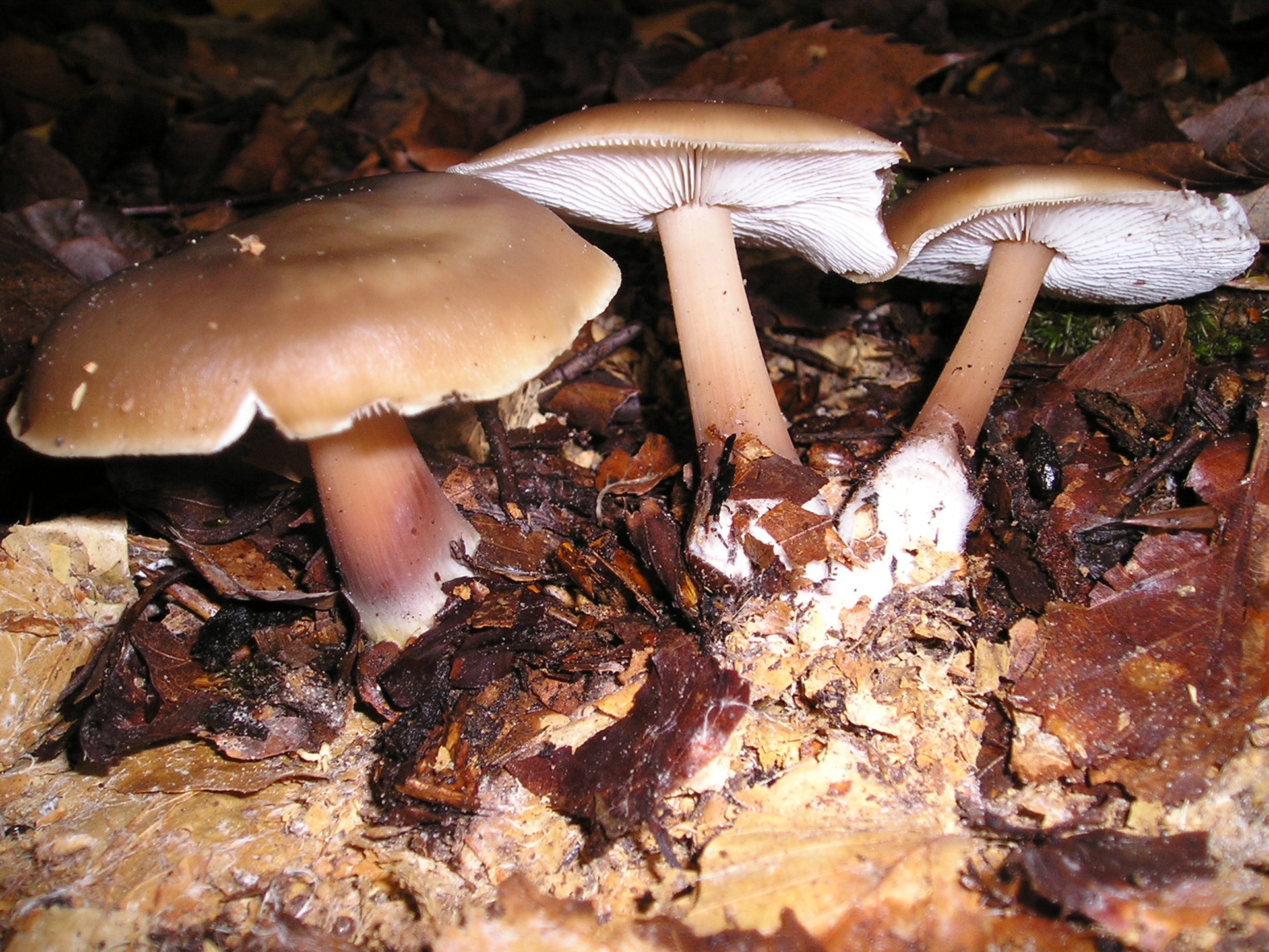
Collybia butyracea, dans un sous-bois de France

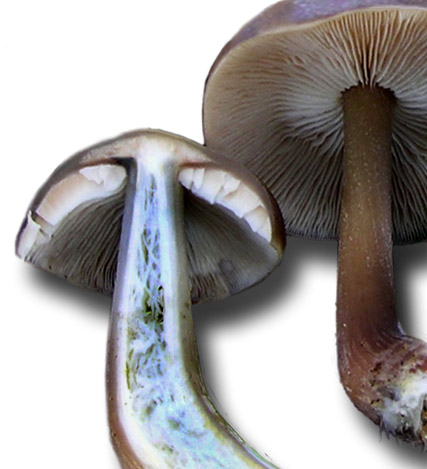
Profil et coupe (tige creuse)

- Chapeau : 4 à 6 (voire 9) cm de diamètre, convexe puis étalé, à mamelon obtus et bas, souvent plus foncé (ochracé) souvent discret, parfois absent.  Le chapeau s'incurve parfois ensuite en forme de coupelle. La couleur du chapeau est habituellement brun rouge, à brun gris fuligineux très foncé, avec le centre clair, palissant par l'aréole par temps sec, plus pâle à la marge. Il porte parfois une zone en anneau plus pâle (blanc-crème) entre le centre et la marge. Sa couleur change selon l'âge et l'hygrométrie car c'est un champignon très hygrophane qui fonce avec l'humidité et s'éclaircit quand il fait sec).
La cuticule lisse et grasse au toucher est à l'origine de son nom d'espèce ; marge striée par transparence.
- Lames échancrées, serrées et blanches, virant parfois progressivement à crème pâle et rosissant côté chapeau avec l'âge (voir photo ci-contre). Sporée blanchâtre tirant légèrement sur le jaune ou rose pâles.
- Pied 5 à 14 cm, creux, cylindrique, finement fribillo-strié, s'amincissant de bas en haut (parfois plus ou moins renflé au milieu), concolore au chapeau. La couleur du pied est souvent brun-rouge à brun-vineux en bas passant à un brun-chamois en haut. Texture et aspect cotonneux dans la partie enterrée.
- Chair mince, pâle, blanchâtre, sans saveur particulière.
- Odeur fade odeur de rance ou peu d'odeur caractéristique.

## Écologie
Cette collybie est très commune en climat tempéré, en plaine et en moyenne montagne, essentiellement sous les feuillus, mais peut être trouvée sous les résineux. 

Elle vient de l'automne au début de l'hiver en région tempérée et toute l'année en région plus chaude.

## Comestibilité
C'est un comestible sans intérêt, à la chair flasque et insipide.

## Génétique
De premières analyses génétiques montrent des ADN différents, ce qui laisse penser que la dénomination pourrait en fait couvrir au moins deux espèces proches ou différentes.

## Espèces proches et confusions possibles
Les espèces proches sont 
- Collybia dryophila, la collybie des chênes, de couleur plus crème[2]
- Collybia distorta, au pied courbé.
- Il existe également une variété asema de Rhodocollybia butyracea, plus pâle.

Toutes sont également dépourvues de qualités culinaires.

## Sources et liens externes
- Les Champignons, Roger Phillips, éditions Solar,  (ISBN 2-263-00640-0)
- Grand guide encyclopédique des champignons, Jean-Louis Lamaison et Jean-marie Polese, Artémis 1998,  (ISBN 2-84416-005-0)
- Pied et lames (photo Jean-Jacques Wuilbaut)
- (fr) Société mycologique de France : bibliographie sur Rhodocollybia butyracea
- (en) Index Fungorum : Rhodocollybia butyracea
- MushroomExpert sur ce champignon (en)